# 高知県道384号北本町領石線
高知県道384号北本町領石線（こうちけんどう384ごう きたほんまちりょうせきせん）は、高知県高知市から南国市に至る一般県道である。

## 概要
高知市南御座から南国市領石に至る。全線が旧国道32号である。北金田（きたかなだ）地区（高知県道374号高知南国線との交差点）から一宮（いっく）地区（高知県道249号後免中島高知線との交差点）までの区間は通称薊野（あぞうの）バイパスと言われる。
全線が旧国道32号であるため道の整備等はきわめていい道である。旧国道32号の面影は多くないが、領石方面側の案内標識には「高松　領石」との方面表記があり、この道が近年まで高知地区の最重要幹線だったことがわかる。

### 路線データ
- 起点：高知市南御座（高知県道374号高知南国線交点）
- 終点：南国市領石（国道32号交点、高知県道33号南国伊野線起点）

## 路線状況
高知市南御座が当県道の起点である。高知東道路開通後の1997年（平成9年）に国道路線指定の変更が実施され、はりまや橋 - 高知駅前間では国道32号指定が残されたが、そこから東の区間は指定から外れた。片側1車線道路である。なお、ここを直進すると高知県道374号高知南国線（通称・大津バイパス）である。かつて当県道が国道32号だった時代、交差点を境にして国道側が片側1車線、県道側が片側2車線というかなり違和感がある交差点であった。
北金田交差点から一宮地区に向かって片側1車線道路であるものの比較的いい道を北に向かって進んでいく。というのもここは薊野バイパスという道で、国道32号のさらに一昔前の国道指定区間であった高知県道249号後免中島高知線の一宮 - 薊野 - 比島（ひじま） - 相生町交差点（高知駅前交差点の東側にある交差点）の間のバイパス道路としてできた道である。
一宮で高知県道249号後免中島高知線の交差点を過ぎると、一宮地区の中心部を通り、それを過ぎると山を登り逢坂峠（おうさかとうげ）に達すると下っていく、逢坂峠から東は南国市岡豊町（おこうちょう）である。なおかつて、南国市側から逢坂峠を登る際には登坂車線があった。高知市側からはもともと登坂車線はなかった。
かつての長宗我部氏の城下町の岡豊の中心部を走るものの、田園地帯が多い。なお小蓮（こはす）地区には高知大学医学部附属病院が南手にある。そこから岡豊山を登ると南手に岡豊城、高知県歴史民俗資料館に行く道がある。また高知自動車道 南国SAは上り線、下り線ともに当県道からも利用可能である。岡豊町をすぎると領石地区に入る。四国山地が北に見えるところで当県道の終点である国道32号の交差点を迎える。

### 別名
- 薊野バイパス
- 国道32号あるいは旧国道[注釈 2]

### 道路施設

#### 橋梁
- 久万川大橋（久万川、高知市）
- 薊野（あぞうの）川橋（薊野川、高知市）
- 太古橋（久安川、高知市）
- 笠ノ川橋（笠ノ川川、南国市）

## 地理

### 通過する自治体
- 高知県
  - 高知市 - 南国市

### 交差する道路
| 交差する道路                      | 市町村名 | 交差する場所  | 交差する場所       |
| --------------------------------- | -------- | ------------- | ------------------ |
| 高知県道374号高知南国線           | 高知市   | 南御座        | 起点               |
| 高知県道249号後免中島高知線       | 高知市   | 一宮南町1丁目 | 高知市一宮交差点   |
| 高知県道44号高知北環状線          | 高知市   | 一宮南町1丁目 |                    |
| 高知県道251号土佐一宮停車場一宮線 | 高知市   | 一宮東町5丁目 |                    |
| 高知県道252号八幡大津線           | 南国市   | 岡豊町八幡    | 南国市八幡交差点   |
| 高知県道256号久礼田笠ノ川線       | 南国市   | 岡豊町笠ノ川  |                    |
| 高知県道269号重倉笠ノ川線         | 南国市   | 岡豊町笠ノ川  | 南国市笠ノ川交差点 |
| 高知県道45号南国インター線        | 南国市   | 領石          |                    |
| 国道32号 高知県道33号南国伊野線   | 南国市   | 領石          | 終点               |

### 交差する鉄道
- 土讃線

### 沿線
- JR四国土讃線 薊野駅
- 高知市立一宮中学校
- 高知大学医学部附属病院
- E32 高知自動車道
  - 南国SA
  - 10 南国IC（終点付近）
- 岡豊郵便局
- 南国市立北陵中学校